# فاليريو ناتاوو
فاليريو ناتاوو (بالإنجليزية: Valerio Nawatu)‏ (24 يوليو 1984 - ) هو لاعب كرة قدم فيجي في مركز الهجوم. شارك مع منتخب فيجي لكرة القدم. أما مع النوادي، فقد لعب مع نادي لاوتوكا.

## وصلات خارجية
- فاليريو ناتاوو على موقع الاتحاد الدولي (مؤرشف)  (الإنجليزية)
- فاليريو ناتاوو على موقع قاعدة بيانات كرة القدم.إي يو (الإنجليزية)
- فاليريو ناتاوو على موقع ناشيونال فوتبول تيمز (الإنجليزية)
- فاليريو ناتاوو على موقع Soccerway.com (الإنجليزية)